# Fliegerstaffel 19

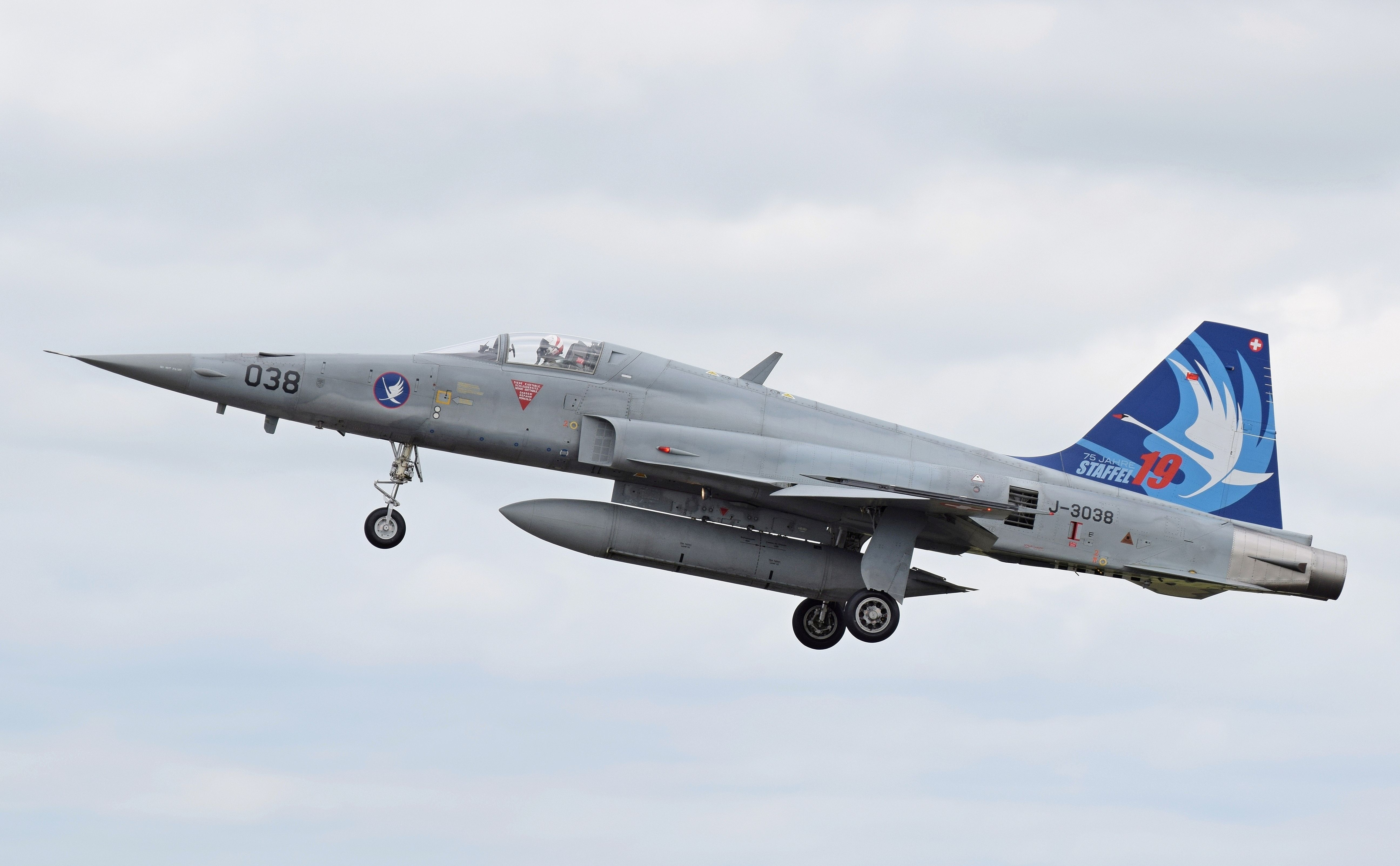
Northrop F-5E Tiger II J-3038 der FlSt19

Die Fliegerstaffel 19 ist eine mit Northrop F-5E Kampfflugzeugen ausgerüstete Miliz Fliegerstaffel der Schweizer Luftwaffe und untersteht, zusammen mit der Fliegerstaffel 18, dem Fliegergeschwader 14. Ihre Heimatbasis war bis zu deren Schliessung der Flughafen Sion. Die Fliegerstaffel 19 trägt als Wappen einen stilisierten Schwan auf blauem Grund.

## Geschichte

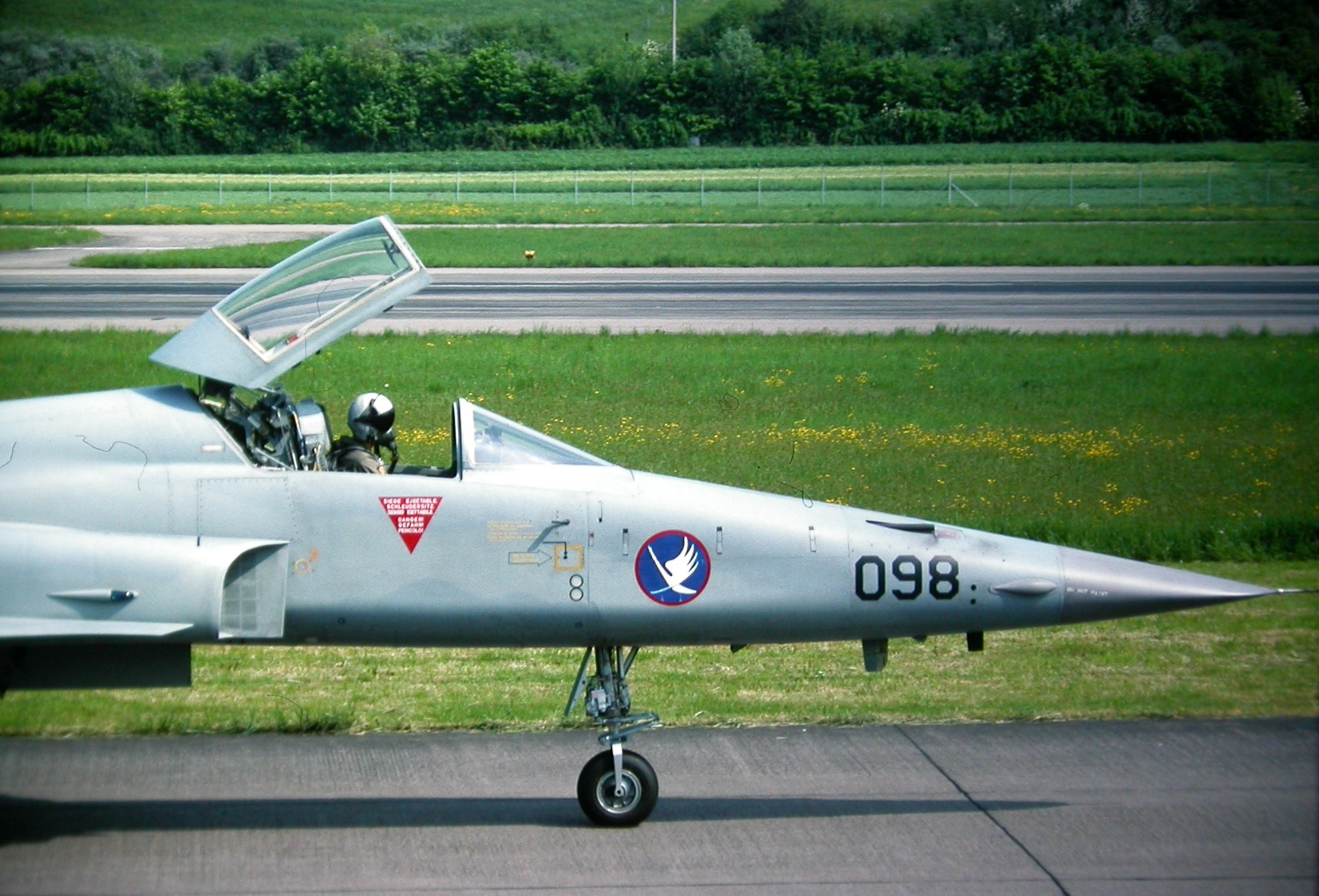
F-5E Tiger II der Schweizer Luftwaffe mit einem Staffel-19-Emblem.

1938 wurde die Fliegerkompanie 19 gegründet; ihr erstes Gerät war die Potez 25. Im Jahr 1939 erhielt die Fliegerstaffel 19 die Dewoitine D-27 Flugzeuge der Fliegerkompanie 21 und 1940 erfolgte die Umschulung auf Morane D-3800. Während des Zweiten Weltkriegs war sie stationiert in Meiringen, Dübendorf, Emmen, Thun, Kägiswil und Littau. Im Jahr 1945 erfolgte die Umbenennung in Fliegerstaffel 19. Da bei Kriegsausbruch noch keine Erwerbsausfallentschädigung existierte, stellten die ausgedehnten Militärdienste für viele Angehörige der Armee ein finanzielles Problem dar. Daher gab die Fliegerkompanie 19 die ersten Soldatenmarken des Zweiten Weltkrieges heraus.
Im Jahr 1947 erfolgte die Umschulung auf die P-51 Mustang und der Militärflugplatz Alpnach wurde als Militärstützpunkt ausgebaut und der Heimatflughafen der Staffel. Von 1957 bis 1973 erfolgte der Flugbetrieb mit der De Havilland DH.112 Venom. Am 16. September 1970 landen erstmals Kampfflugzeuge der Flugwaffe auf der Autobahn A1, einem Abschnitt des schweizerischen Nationalstrassennetzes. Auch fünf Piloten der Fliegerstaffel 19 setzen auf dem dafür hergerichteten Abschnitt der Autobahn N1 bei Oensingen auf. Im 1973 folgte Umschulung auf den Hawker Hunter. Im Jahr 1980 erfolgte die Umschulung auf die F-5 Tiger, die Fliegerstaffel 19 wurde dabei zur ersten Miliz-Tigerstaffel. Im Jahr 1994 wurde Alpnach, der langjährige Kriegsstützpunkt der Fliegerstaffel 19, für den Jetbetrieb geschlossen und die Einheit beübte als Kriegsflugplatz den Flugplatz Mollis. Der letzte Jetflugzeug Einsatz mit F-5E auf dem Flugplatz Mollis erfolgte durch die Fliegerstaffel 19 im 1999. Im Jahr 2000 wurde Mollis Helikopter-Flugplatz, die Staffel 19 zog nach Buochs um. Im Jahr 2003 wurde der Flugplatz Buochs zur "Sleeping Base", der Staffel 19 wurde als Einsatzbasis der Flughafen Sion zugewiesen.
Die Fliegerstaffel 19 ist eine Milzpilotenstaffel, das heisst alle Piloten erfüllen in der Staffel ihre Militärdienstpflicht und sind ansonsten in verschiedensten Berufen tätig, die nicht zwingend eine Verbindung mit der Aviatik haben müssen. Die Fliegerstaffel 19 besitzt keine eigenen Flugzeuge, sondern benutzt die Flugzeuge der Tiger-Flotte wie die anderen Staffeln nach Verfügbarkeit. Sie erhielt eine Staffelmaschine mit einer dauerhaften Staffelbemalung auf dem Seitenleitwerk (analog zu den Staffelmaschinen J-5011, J-5017 und J-5018 der Fliegerstaffeln 11, 17 und 18). Da sich die F-5E J-3019 sich nicht mehr im Inventar der Schweizer Luftwaffe befand, wurde die J-3038 (im Bezug auf das Gründungsjahr der Staffel 1938) als Staffelmaschine der manchmal «Swans» genannten Staffel verwendet.
Die heutigen Aufgaben der Fliegerstaffel 19 sind das Üben des Luftkampfes von bis zu vier gegen vier Flugzeugen. Dazu gehört auch der Einsatz gegen Kampfflugzeuge der vierten Generation (z. B. F/A-18 Hornet). Erste Priorität hat allerdings die ständige Bereitschaft für Luftpolizeieinsätze, welche die Beherrschung von Identifikations- und Abfangverfahren gegenüber in den zu überwachenden Luftraum eindringenden Flugzeugen verlangt.
Die Zukunft der Fliegerstaffel 19 war wie bei den anderen zwei F-5 Milizstaffeln, der Fliegerstaffel 6 und Fliegerstaffel 8, seit Jahren unklar, sollten doch 2018 die F-5 ausgemustert werden. Die Anzahl Fliegerstaffeln beim Nachfolger der Tiger und F/A-18 war bis 2022 unklar. Mit der Beschaffung von modernen, komplexen Kampfflugzeugen war es absehbar, dass sie nicht von Milizpiloten effektiv genutzt werden können und nur noch Berufsmilitärpiloten eingesetzt werden.
Im Jahr 2023 kamen die Tiger weiterhin als Sparringpartner für die F/A-18 zum Einsatz, zudem sind die Piloten der Staffel 19 ausgebildet für die spezielle Einsatzart des Luft-Luft-Zielschlepps. Die Flugzeuge Tiger würden laut Aussage von deren Flottenchef im November 2023 noch «wenige weitere Jahre» im Betrieb gehalten.
Im März 2024 erschien die Staffel 19 als Einheit, welche unter die Aufgaben des Flugplatzkommandos Emmen fiel.

## Flugzeuge
- Potez 25
- Dewoitine D-27
- Morane D-3800
- P-51 Mustang
- de Havilland DH.112 Venom
- Hawker Hunter
- Northrop F-5